# Syngnathus phlegon
Syngnathus phlegon är en fiskart som beskrevs av Risso 1827. Syngnathus phlegon ingår i släktet Syngnathus och familjen kantnålsfiskar. Inga underarter finns listade i Catalogue of Life.